# Zgurić Brdo
Zgurić Brdo je naseljeno mjesto u Republici Hrvatskoj u Zagrebačkoj županiji. 

## Zemljopis
Administrativno je u sastavu općine Pokupsko. Naselje se proteže na površini od 3,31 km².

## Stanovništvo
Prema popisu stanovništva iz 2001. godine naselje je imalo 58 stanovnika i to u 14 kućanstava. Gustoća naseljenosti je iznosila 17,52 st./km².

Prema popisu stanovništva 2011. godine naselje je imalo 46 stanovnika.
| broj stanovnika | 124   | 118   | 105   | 112   | 120   | 127   | 116   | 135   | 126   | 122   | 108   | 89    | 76    | 44    | 58    | 46    | 33    |
|                 | 1857. | 1869. | 1880. | 1890. | 1900. | 1910. | 1921. | 1931. | 1948. | 1953. | 1961. | 1971. | 1981. | 1991. | 2001. | 2011. | 2021. |